# Beauvezer
Beauvezer ist eine französische Gemeinde mit 387 Einwohnern (Stand 1. Januar 2022) im Département Alpes-de-Haute-Provence in der Region Provence-Alpes-Côte d’Azur. Sie gehört zum Kanton Castellane im Arrondissement Castellane. Die Bewohner sind die Beauvezérois.

## Geographie
Die Gemeinde liegt im Tal des Flusses Verdon und grenzt im Norden an Villars-Colmars, im Nordosten an Colmars, im Süden an Thorame-Haute und im Osten an Thorame-Basse. Das Dorf liegt auf 1175 m. Die Route nationale 208 führte an Beauvezer vorbei.

### Erhebungen
- Le Petit Coyer, 1580 m. ü. M.
- Le Laupon, 2434 m

## Bevölkerungsentwicklung
| Jahr      | 1962 | 1968 | 1975 | 1982 | 1990 | 1999 | 2008 | 2012 |
| --------- | ---- | ---- | ---- | ---- | ---- | ---- | ---- | ---- |
| Einwohner | 176  | 215  | 211  | 222  | 226  | 278  | 346  | 343  |

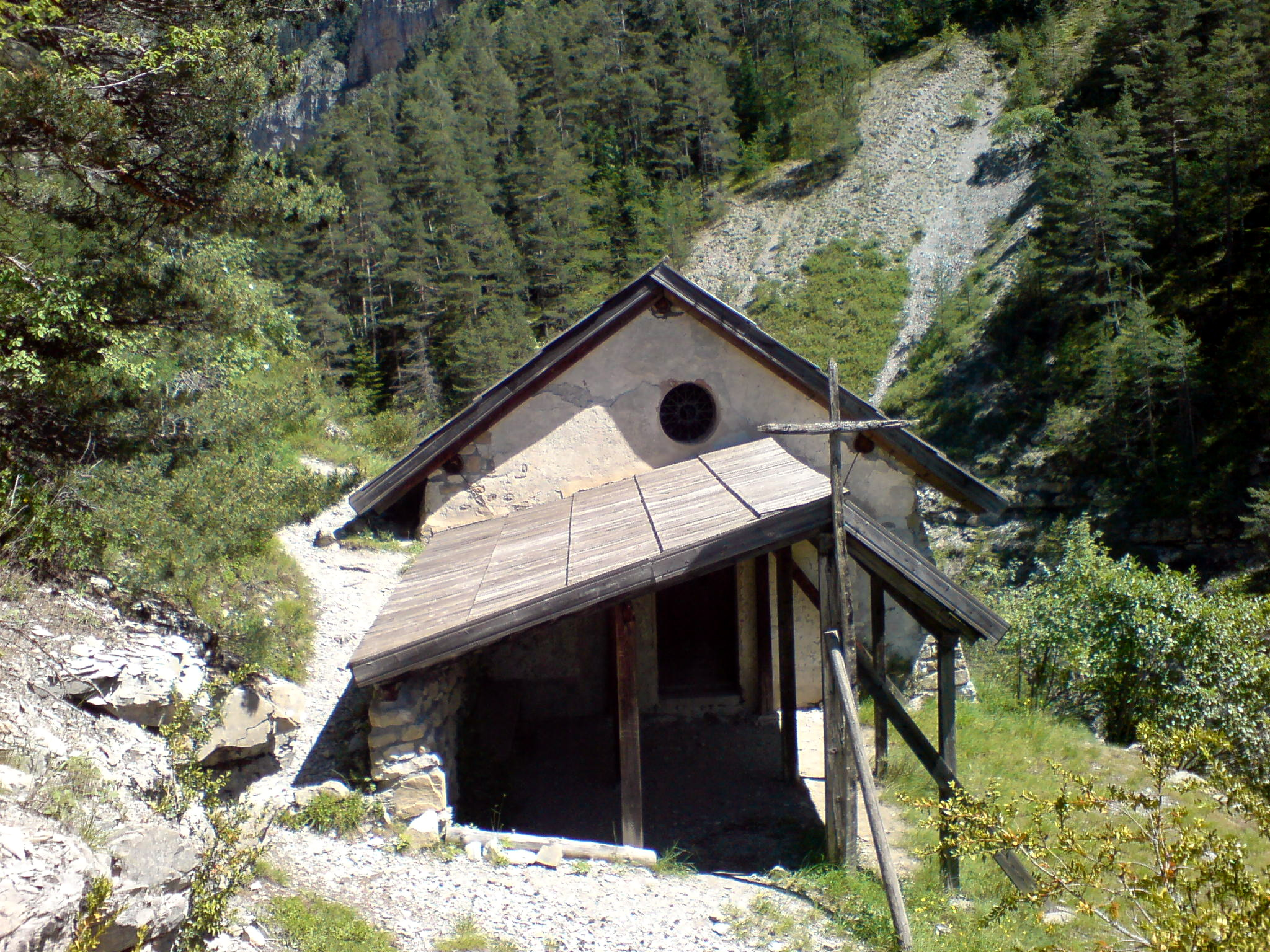
Kapelle Saint-Pierre
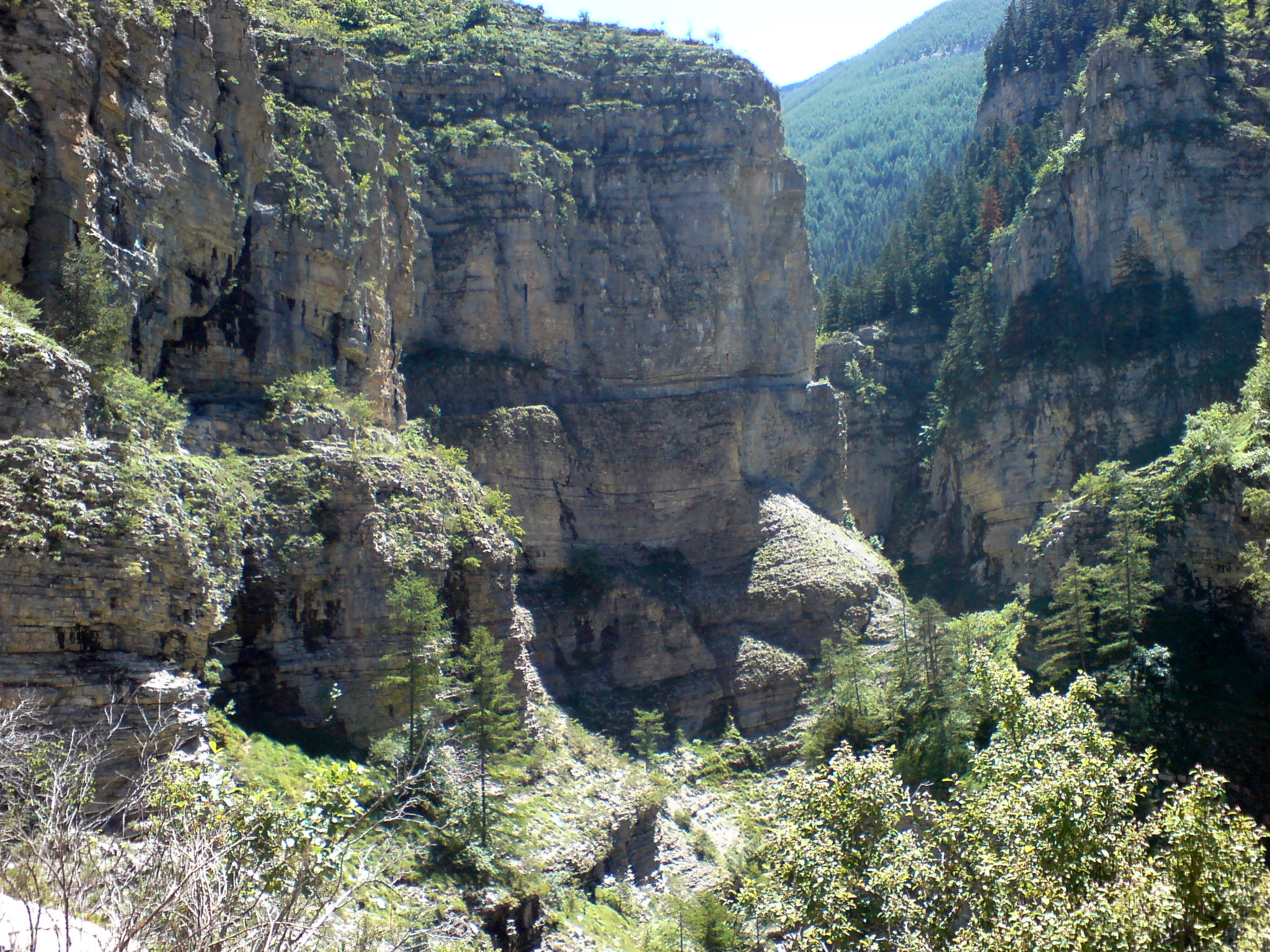
Schlucht von Saint-Pierre